# ウェイバリー通りのウィザードたち ザ・ムービー
『ウェイバリー通りのウィザードたち ザ・ムービー』（原題:Wizards of Waverly Place: The Movie）は、2009年公開のアメリカ合衆国のコメディ映画。
ドラマシリーズ『ウェイバリー通りのウィザードたち』の映画版。アメリカ合衆国、日本などではディズニー・チャンネル・オリジナル・ムービーとして放送されている。この映画の製作は2009年2月15日からプエルトリコで始まった。ロケはニューヨーク州ニューヨーク市とカリフォルニア州ロサンゼルスでも行われた。

## ストーリー
舞台は、ルッソ一家夫妻の思い出の地であるカリブ海旅行。アレックスは両親から｢17歳になって何をすべきか？｣ と話される。それと同時に「魔法は禁止」とママから魔法の杖を取り上げられ、ママと喧嘩する。ムシャクシャしたアレックスは「両親が出会わず結婚しなきゃよかった｣と願う。すると、本当に願いが叶った。それと同時に、両親はアレックスや息子のジャスティン、マックスの記憶を失ってしまう。ジャスティンは冗談だと思い、パパにいままでの思い出についてきいたが何も知らなかった。でも、昔魔法の力を持っていたパパはママに出会っていないので魔法の力が戻っていた。そして、パパはどんなことも叶える魔法の石夢の石 （ドリームストーン）を見つけろという。アレックスたちはまたパパとママがまた恋に落ちるために石を探しに冒険に出る。

## キャスト
| 役名                 | 俳優                       | 日本語吹替 |
| -------------------- | -------------------------- | ---------- |
| アレックス・ルッソ   | セレーナ・ゴメス           | 小林沙苗   |
| ジャスティン・ルッソ | デヴィッド・ヘンリー       | 庄司将之   |
| マックス・ルッソ     | ジェイク・T・オースティン  | 川名真知子 |
| ジェリー・ルッソ     | デヴィッド・デルイズ       | 大西健晴   |
| テレサ・ルッソ       | マリア・キャナル・バレーラ | 田村聖子   |
| ハーパー・フィンクル | ジェニファー・ストーン     | 羽豆幸子   |

- その他の声の吹き替え：檀臣幸／有賀由衣／青木強／MAI／酒井玲／久保田茜

## 予告編
特報はアメリカ合衆国ではDisney Channelで2009年6月17日に放送され、本予告は2009年6月26日に放送された。

## 各国の放送日
| 国 / 地域      | 放送局                       | 初回放送日             |
| -------------- | ---------------------------- | ---------------------- |
| アメリカ合衆国 | Disney Channel               | 2009年8月28日          |
| カナダ         | Family Channel               | 2009年8月28日          |
| イギリス       | Disney Channel UK            | 2009年9月18日          |
| スペイン       | Disney Channel Spain         | 2009年12月             |
| ラテンアメリカ | Disney Channel Latin America | 2009年12月             |
| 日本           | Disney Channel Japan         | 2009年12月19日 19:00～ |
| フランス       | Disney Channel France        | 2009年12月             |

## サウンドトラック
- ウェイバリー通りのウィザードたち インスパイア・アルバム (2009年)